# Farman IV
Фарма́н IV (фр. Farman IV) — самолёт, построенный Анри Фарманом в 1909 году. Первый полёт состоялся в 1909 году.

## О самолёте

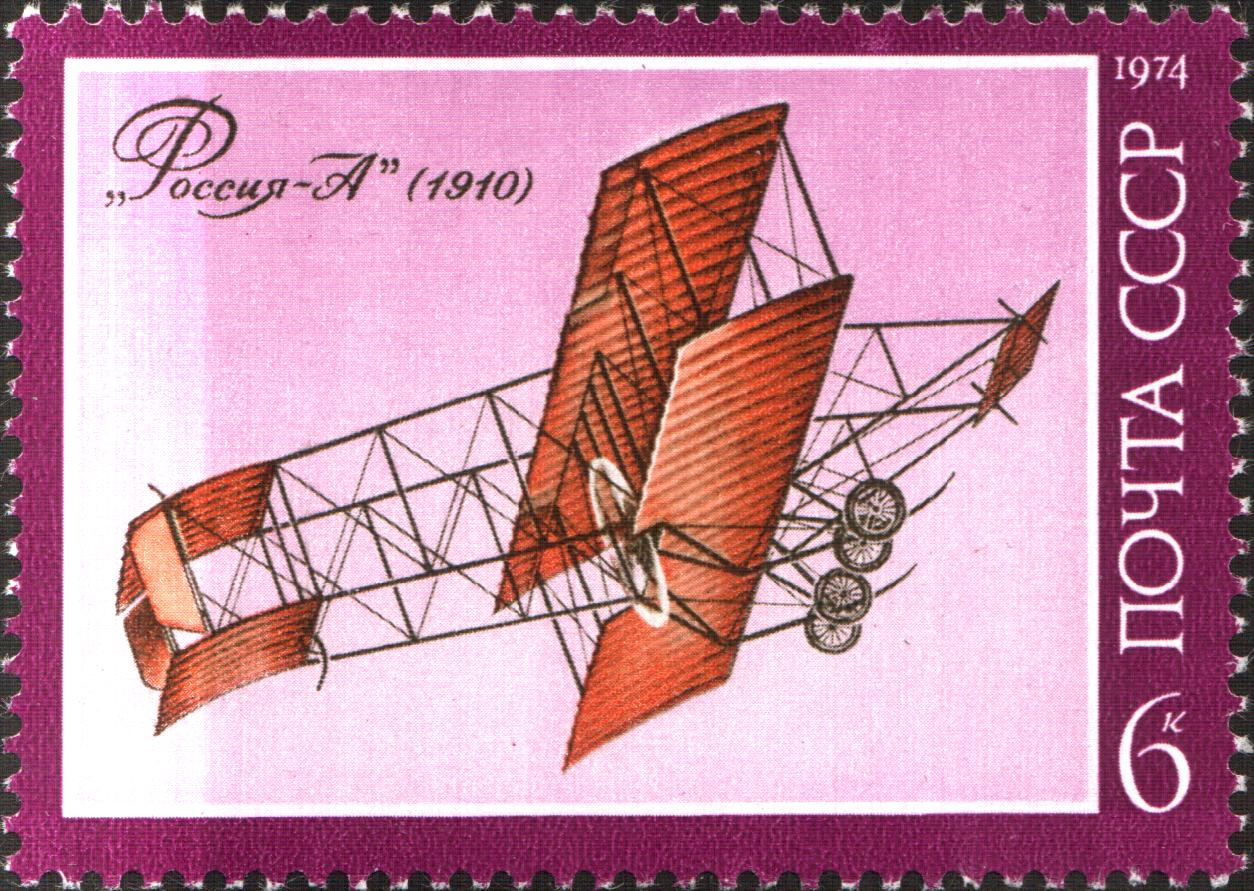
Самолёт «Фарман-IV». Почтовая марка СССР, 1974 г. На марке ошибочно «вместо самолёта „Россия-А“ изображён самолет „Фарман-IV“, конструктивные идеи которого были использованы при создании „России-А“»

Одним из самых массовых самолётов довоенного периода был самолёт Анри Фармана.
Благодаря простой конструкции и неплохим по тем временам лётным данным, этот самолёт стал эталоном для множества конструкторов. Его выпускали по лицензии. Само его название стало нарицательным — фраза «самолёт типа Фарман» обозначала любой ферменный биплан с толкающим винтом и дополнительным рулём высоты на балках перед крылом.
Самолет можно увидеть среди экспонатов Музея автомобильной техники УГМК.

## Краткое техническое описание
Самолёт «Фарман IV» выпускался в 1910—1916 годах во многих вариантах, незначительно отличавшихся друг от друга.
Крыло и рули обтягивались полотном светло-кремового цвета, приобретавшим после пропитки аэролаком желтоватый оттенок. Металлические детали не окрашивались, деревянные покрывались лаком.
|                           | Фарман-4        |       |
| ------------------------- | --------------- | ----- |
| Двигатели                 | 1 ПД Гном Omega |       |
| Мощность двигателя, л. с. | 1 × 50          |       |
| Экипаж, чел.              | 2               |       |
| Масса, кг:                |                 |       |
| пустого                   | 400             | 400   |
| максимальная взлётная     | 580             |       |
| Габариты, м:              |                 |       |
| размах крыла              | 10,50           | 10,50 |
| длина                     | 12,30           |       |
| Площадь крыла, м2         | 41              |       |
| Скорость, км/ч (макс.)    | 55 (65)         |       |
| Потолок, метров           | 510             |       |